# Ateliers deMonaco
Ateliers deMonaco es un fabricante de relojes con sede en Ginebra, Suiza. La firma se creó en el año 2008, y desde 2016 forma parte del Grupo Citizen. 

## Historia
La marca fue fundada en 2008 por los cofundadores Pim Koeslag, Robert van Pappelendam y Peter Stas en el municipio de Plan-les-Ouates en el oeste de Suiza. La empresa se estableció como manufactura relojera, por lo que la mayoría de los componentes de sus relojes se producen internamente.
En mayo de 2016, la empresa japonesa Citizen anunció su intención de adquirir Ateliers deMonaco.

## Productos
- Tourbillon Répétition Minute con jaula de volante patentada. Un escape de palanca de silicio con bajo peso, dureza y alta resistencia a la corrosión.[5]
- Tourbillon eXtrem Precision 1 Minute[6]
- Quantième Perpétuel con sistema EaZy Adjust, un calendario perpetuo que permite ajustar la hora, la fecha, el día, la semana, el mes y el año (bisiesto) mediante la corona.[7]
- Admiral Chronographe Flyback con mecanismo de puesta a cero directa.[8][9]
- Poinçon de Genève con sistema de regulación Freebeat.[10]
- Ronde de Monte-Carlo.[11]
- Bespoke La Sirène, una referencia a Charlene de Mónaco y su flor favorita, la protea rey de Sudáfrica.[12]